# 安定區 (台灣)
23°07′18″N 120°14′14″E / 23.1215935°N 120.2371216°E
安定區，前身「安定鄉」，位於台灣臺南市西南方，北臨麻豆區、西港區，東鄰善化區、新市區，西鄰西港區溪南地區，南接安南區，屬於嘉南平原的一部分，全境皆屬平原地形，無任何丘陵和湖泊，曾文溪流經區境北邊，地勢略呈東高西低，氣候則屬熱帶季風氣候。安定區東北角被劃入南部科學園區臺南園區，臺積電18廠即座落在此。

## 歷史
安定區原屬平埔原住民西拉雅族直加弄社（Tackalan）故地，在西拉雅族語中意為「乾草港」，為臺江內海的一個小貿易港。明鄭時期漢人進入開墾，命名為「永定里」，清治初期改為「安定里」。1823年(道光3年)，曾文溪氾濫並改道，沖入大量泥沙，臺江逐漸陸化，遂失港口機能，轉變為農村。
日治時期，臺灣分三縣一廳，安定隸屬臺南縣安平支廳安定里東堡。1895年7月改設一縣二民政支部一廳，屬臺南民政支部安平出張所。1896年4月復設三縣一廳，屬臺南縣安平支廳安定里東區。1897年6月改設六縣三廳，屬臺南縣灣裡辦務署安定里東堡，一部分屬第一區，一部分則屬第二區。1901年11月，全臺改為二十廳，安定屬臺南廳灣裡支廳安定里東區。1920年9月，全臺改為五州二廳，行政區劃改為州、郡市、街庄，安定屬臺南州新化郡:108。安定庄轄蘇厝、安定、港仔尾、港口、六塊寮、新吉、海寮、管寮、胡厝寮等9個大字:108－109。
1945年10月25日，中華民國政府接管臺灣，安定庄改為「安定鄉」，隸屬臺南縣新化區:116。1948年，安定鄉將胡厝村劃入善化鎮（今善化區）:117、118。2010年12月25日，配合臺南縣市合併改制為直轄市，安定鄉改為「安定區」。

## 人口
根據臺南市善化戶政事務所統計，2024年底安定區戶數約1.1萬戶，人口約3萬人，區內人口最多與最少的里分別是港口里與中沙里，2024年底兩里人口分別為3,396人與793人。

## 政治

### 歷任首長

#### 鄉長
| 屆次 | 姓名   | 備註 |
| ---- | ------ | ---- |
| 1    | 郭水泉 |      |
| 2    | 王建都 |      |
| 3    | 王潤泉 |      |
| 4    | 王潤泉 |      |
| 5    | 林添進 |      |
| 6    | 林添進 |      |
| 7    | 梁連碧 |      |
| 8    | 梁連碧 |      |
| 9    | 陳岸   |      |
| 10   | 陳岸   |      |
| 11   | 王維道 |      |
| 12   | 方醫益 |      |
| 13   | 王文東 |      |
| 14   | 王文東 |      |
| 15   | 王寶民 |      |

#### 區長
| 任次 | 姓名   | 備註 |
| ---- | ------ | ---- |
| 1    | 黃茂容 |      |
| 2    | 朱棟   |      |
| 3    | 柳世雄 |      |
| 4    | 李佳隆 |      |
| 5    | 李燿州 |      |
| 6    | 陳仁偉 |      |

### 區政組織

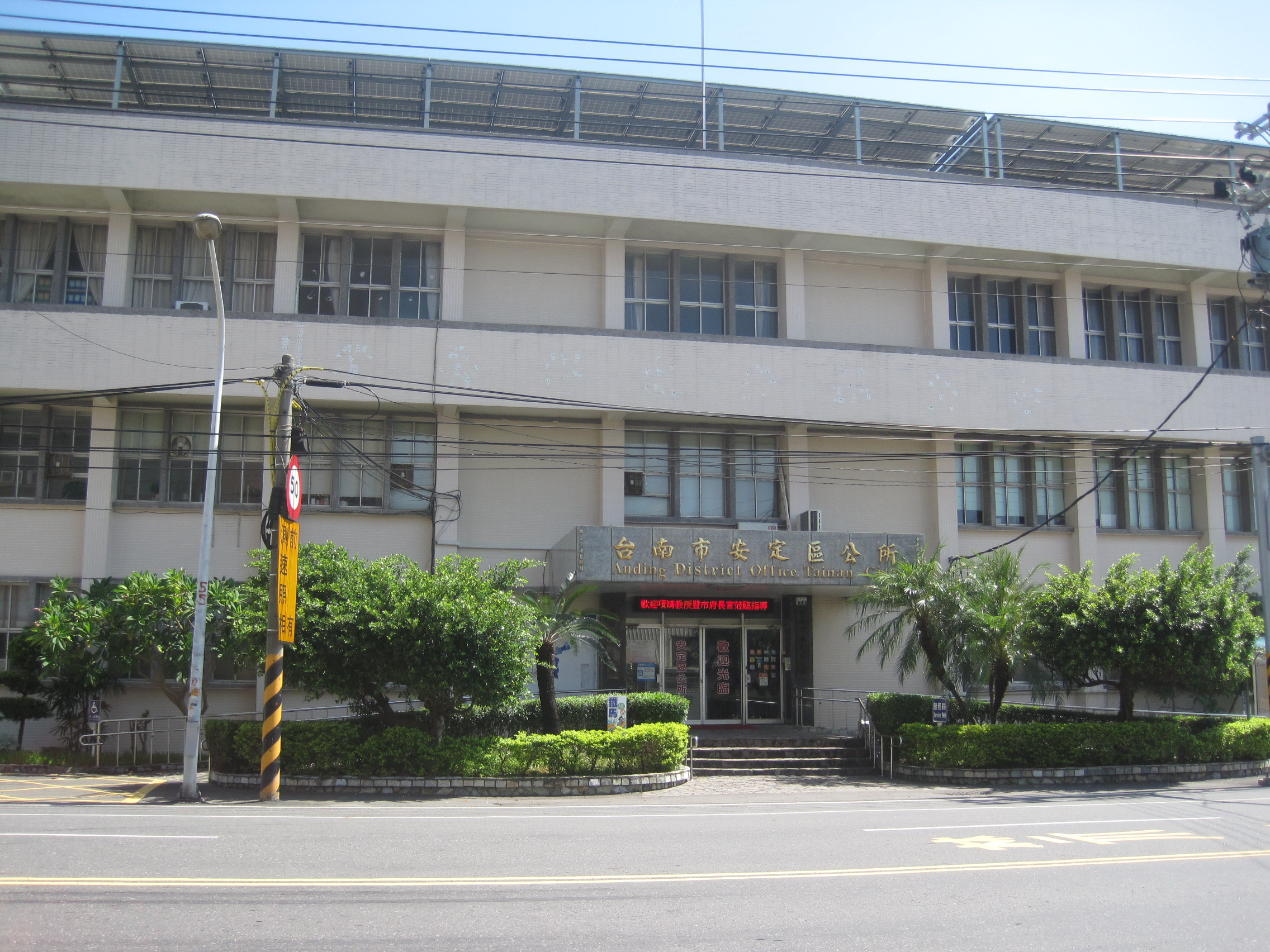
安定區公所

安定區公所是臺南市政府在安定區的派出機關，在中華民國政府架構中為市政府綜理區政的執行機關，上級業務監督機關為臺南市政府。区长由市長任命，其任期為無任期保障。在區長及主任秘書之下，設有4課3室等7個內部單位。

### 行政區
現今安定區行政範圍的確立，來自於1948年，調整行政區域，將原屬該鄉的胡厝寮納入善化鎮鎮域:538。1950年，裁撤區署，安定鄉改直隸於臺南縣。2010年12月25日，臺南縣市合併改制為直轄市，安定鄉改制為市轄區「安定區」，隸屬臺南市。
| 安定區行政區劃 |        |      |        |      |        |
|                |        |      |        |      |        |
| 編號           | 里名   | 編號 | 里名   | 編號 | 里名   |
| 1              | 蘇林里 | 2    | 蘇厝里 | 3    | 安定里 |
| 4              | 安加里 | 5    | 港尾里 | 6    | 文科里 |
| 7              | 海寮里 | 8    | 港口   | 9    | 中榮里 |
| 10             | 港南里 | 11   | 嘉同里 | 12   | 新吉里 |
| 13             | 中沙里 |      |        |      |        |

2018年進行里鄰調整，在1月29日將保西里併入安加里。4月30日，將六嘉里與大同里整併成「嘉同里」、管寮里與南安里整併成「文科里」。

## 產業
- 南部科學工業園區臺南園區

## 教育

### 國民中學
- 臺南市立安定國民中學

### 國民小學
- 臺南市安定區安定國民小學
- 臺南市安定區南興國民小學
- 臺南市安定區南安國民小學

### 公立托兒所
- 安定國小附幼
- 南安國小附幼
- 南興國小附幼

## 交通

### 公路
- 國道一號（中山高速公路）
  - 安定交流道（311）

- 國道八號（臺南支線）
  - 新吉交流道（2）

- 台19線

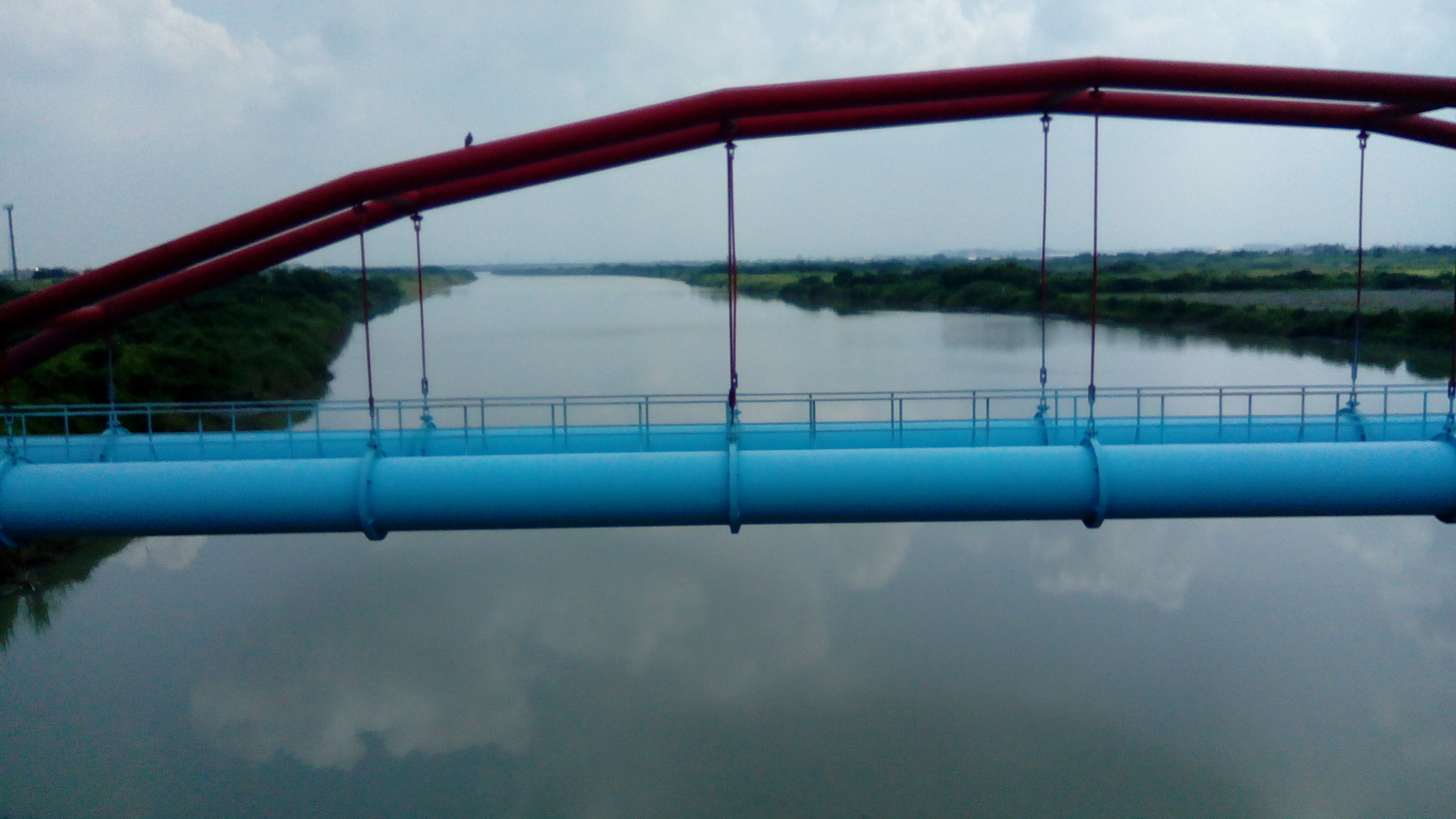
西港大橋旁的拱橋造型

- 市道178號：安南區 - 安定區 - 善化區 - 山上區
- 南133線
- 南134線

### 客運
- 大台南公車[8]

| 編號   | 路線                                   | 營運單位 | 備註                                                                              |
| ------ | -------------------------------------- | -------- | --------------------------------------------------------------------------------- |
| 905    | 永康臨時轉運站－聖母廟（城安路）       | 統聯客運 | - 全線使用九人座小巴營運。                                                        |
| 藍幹線 | 安平工業區－西港－佳里                 | 興南客運 |                                                                                   |
| 橘3    | 善化轉運站－安定－和順轉運站           | 興南客運 | - 部分班次繞駛許中營。 - 部分班次延駛至臺南轉運站，不經和順轉運站。               |
| 橘11   | 麻豆轉運站－西港                       | 興南客運 | - 部分班次延駛至下營區公所、安南醫院。 - 部分班次延駛至臺南轉運站，不經安南醫院。 |
| 橘14   | 麻豆轉運站－中榮里－南科實中－陽光大道 | 漢程客運 | - 例假日及寒暑假學生停課停駛。                                                    |

### 公共自行車
臺南市YouBike 2.0於2023年2月23日正式營運，截至2024年3月15日於安定區內設置2處站點。

## 旅遊
- 真護宮：村落信仰中心，每3年舉辦一次建醮活動，每年舉辦廟會嘉年華，並有園遊會。
- 長興宮：創於1679年，1985年重建至1993年完工，村落信仰中心，每3年舉辦一次建醮活動。
- (保生大帝)
- 蘇厝瘟王祭：蘇厝村落每三年有兩次的建醮科儀，日期相差約一星期，分別為村落前「真護宮」、村落中的「長興宮」。
- 港口慈安宮(天上聖母、金獅陣)
- 港口觀渡宮(觀音佛祖)
- 管寮聖安宮（天上聖母、金獅陣）
- 海寮普陀寺  （西港刈香左先鋒、八美圖、清和社南管樂團）
- 中榮里順天宮:(天上聖母)
- 六嘉里金安宮:( 五府千歲 )
- 大同里鎮安宮(鎮海伍元帥、鎮海四元帥、天上聖母、金獅陣)
- 新吉里保安宮:(周府千歲、宋江陣)
- 中沙里忠安宮(清水祖師)

† 安定教會
† 大同教會
- 蘇厝滯洪池: 坐落於南科附近，可眺望曾文溪，適合民眾慢跑、散步、觀景

## 特產
- 安定三寶：胡麻、蘆筍、無患子[9]

## 外部連結
- 安定區公所 （页面存档备份，存于）
- 安定圖書館